# 蒙特里焦尼
蒙特里焦尼（義大利語：Monteriggioni）是意大利中部托斯卡纳大区锡耶纳省的一个市镇，与周围贝拉登加新堡、埃尔萨谷口村、波吉邦西、锡耶纳和索维奇莱等市镇毗邻。

## 概况

三维照片

蒙特里焦尼坐落在一个小丘上，是一个城墙环绕的中世纪小城，建于13世纪。蒙特里焦尼与周边城市的距离为：锡耶纳15公里，佛罗伦萨50公里，比萨157公里，卢卡123公里，罗马250公里。
蒙特里焦尼几乎完全保留了中世纪的城墙与建筑，吸引了众多游客以及建筑师、历史学家和考古学家前来访问，许多以中世纪为背景的影视作品在此摄制。
城墙按照山势的轮廓，大致呈圆形，总长570米，建于1213年到1219年。有14座等距离的塔楼，和2座城门。北面的佛罗伦萨门通往佛罗伦萨，而南面的罗马门面向罗马。城内连接这两座城门的主街大致呈一条直线。
在主广场罗马广场上，有一座立面简单的罗马式教堂，还有文艺复兴风格的贵族和商人住宅。主广场以外的小街上，让步给面向花园的住宅和小店铺。在古代，这些园子可以在敌人包围时提供生存所必需的食物。

## 流行文化
- 在育碧公司的游戏《刺客信条II》，《刺客信条：传承计划》，《刺客信条：兄弟会》和《刺客信条：本色》中登场，作为刺客组织的总部。